# Ла Бука (Витербо)
Ла Бука је насеље у Италији у округу Витербо, региону Лацио.
Према процени из 2011. у насељу је живело 17 становника. Насеље се налази на надморској висини од 622 м.